# Anne des Anges Monteagudo
Anne des Anges Monteagudo (Arequipa, 26 juillet 1602 - Arequipa, 10 janvier 1686) est une religieuse dominicaine mystique péruvienne du couvent Santa Catalina d'Arequipa qui est reconnue bienheureuse par l'Église catholique.

## Biographie
Elle naît à Arequipa le 26 juillet 1602, jour de la sainte Anne, de don Sebastien de Monteagudo et de doña Françoise Ponce de León. À l'âge de 3 ans, elle est confiée aux religieuses dominicaines du monastère d'Arequipa pour parfaire son instruction et son éducation. De retour chez elle à 14 ans, elle fait de sa chambre un lieu de retraite où elle travaille et prie tous les jours. Selon son hagiographie, elle a une apparition de sainte Catherine de Sienne qui lui dit qu'elle doit devenir dominicaine. Elle décide donc de retourner au couvent. Lorsqu'ils apprennent la nouvelle, ses parents se rendent au monastère avec l'intention de la ramener mais Anne reste ferme dans sa décision.
Elle fait son noviciat en 1616. En lisant un jour la vie de saint Nicolas de Tolentino, elle est frappée de la grande dévotion de ce saint pour les âmes du purgatoire et décide de se consacrer à la prière pour les défunts. C'est son frère François, qui est prêtre, qui lui offre la dot que ses parents refusent de lui remettre afin de la forcer à revenir avec eux. Anne fait sa prise d’habit en 1618 et sa profession religieuse en 1619 et ajoute "des anges” à son nom. La prieure la nomme sacristine puis maîtresse des novices.
En 1647, Mgr Pedro de Ortega Sotomayor (es), récemment nommé évêque du diocèse d'Arequipa (maintenant archidiocèse) visite le monastère de Santa Catalina et exprime le désir qu'Anne soit la nouvelle prieure. À l'époque, il y a environ 300 personnes qui vivent dans le couvent Santa Catalina, qui est le plus grand monastère catholique du monde ; car en plus des 75 religieuses du chœur, des 5 novices et des 75 jeunes filles pensionnaires, le couvent acceptait les femmes de riches familles espagnoles qui pouvaient avoir jusqu'à 4 servantes. Au contact de ce type de vie, certaines religieuses sont peu observantes au point d’être à l’origine de conflits. Le but principal d'Anne est de redonner de la ferveur au monastère, en faisant en sorte que toutes les religieuses observent la règle sans admettre d'exceptions. Avec ses exhortations et son exemple, beaucoup de religieuses reviennent à l'observance. Dans les dernières années de sa vie, elle souffre de maladies constantes qui l'affaiblissent. Elle décède le matin du 10 janvier 1686.

## Culte

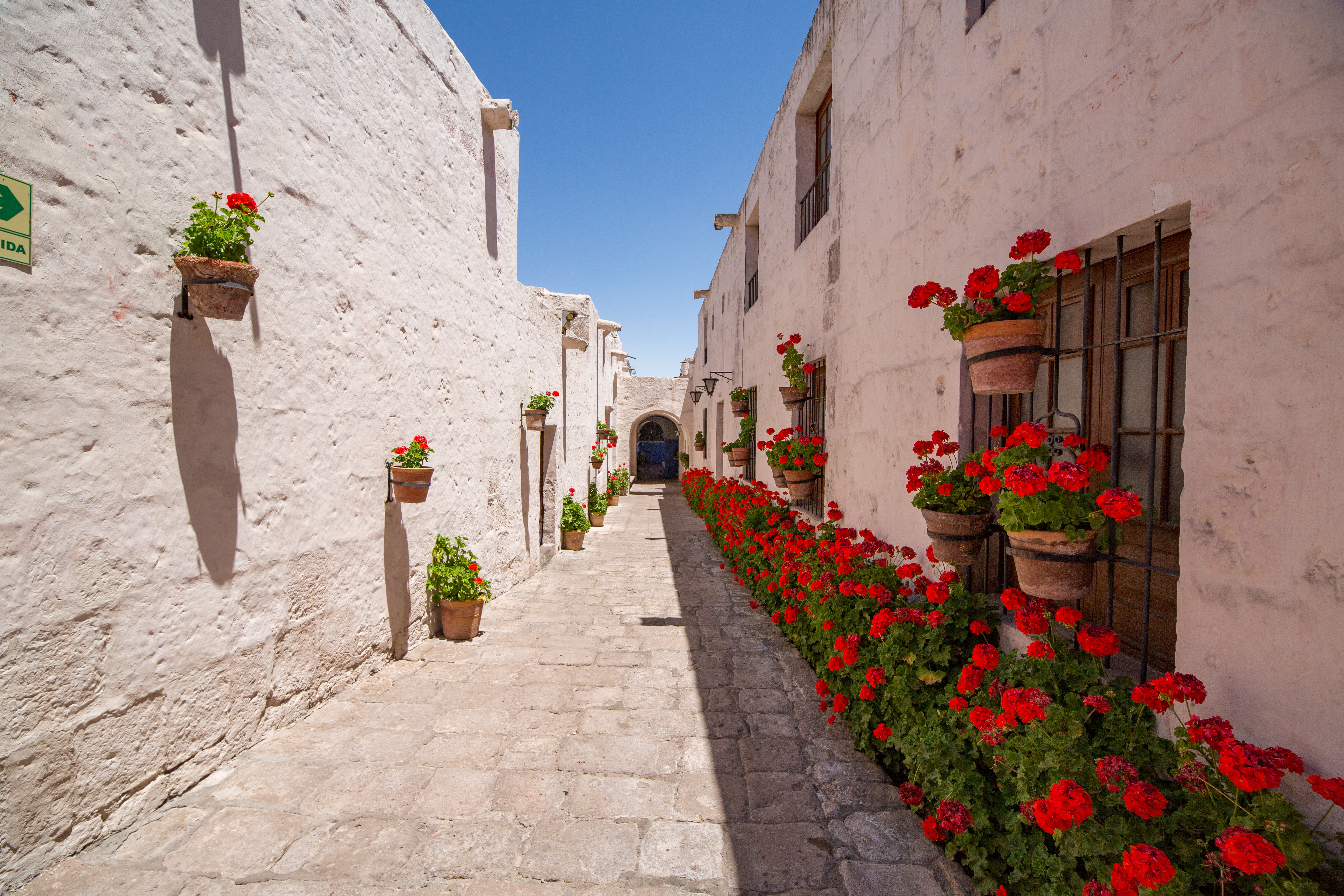
rue cordoba du monastère de Santa Catalina

Sa réputation de sainteté est telle que la foule se bouscule pour posséder une relique de sœur Anne. Pour calmer la population, l'évêque est obligé de menacer d'excommunication ceux qui osent toucher le corps ou les vêtements de la défunte. Six mois plus tard, le 17 juillet 1686, l'évêque d'Arequipa lance un procès informatif sur la vie de sœur Anne avec deux copies, l’une est envoyée à la congrégation des rites et l’autre est conservée dans les archives du monastère. Le document envoyé à Rome est perdu, probablement dans un naufrage. Deux siècles s'écoulent sans que rien soit fait pour reprendre le procès de canonisation.
C'est le Père Vicente Nardini, O.P, restaurateur de l'ordre dominicain au Pérou, qui se rend à Rome en 1885 et relance la cause de sœur Anne. Le 19 juin de la même année, le préfet de congrégation des Rites écrit à l'évêque d'Arequipa pour obtenir une copie authentifiée de l'original conservé à Santa Catalina. Plusieurs années sont nécessaires pour que le procès informatif puisse être retranscrit. Il est envoyé à Rome en 1889.
Elle est déclarée vénérable le 23 mai 1975 par le pape Paul VI et béatifiée le 2 février 1985 à Arequipa par le pape Jean-Paul II lors de sa visite au Pérou.